# Emerson Batalla
Emerson Geovanny Batalla Martínez (San Andrés de Tumaco, 30 giugno 2001) è un calciatore colombiano, centrocampista della Juventude in prestito dal Talleres (C).

## Carriera
Cresciuto nel settore giovanile dell'América de Cali, esordisce in prima squadra il 7 marzo 2020 disputando l'incontro di Categoría Primera A pareggiato per 1-1 contro l'Once Caldas.

## Statistiche

### Presenze e reti nei club
Statistiche aggiornate al 14 febbraio 2022.
| Stagione        | Squadra         | Campionato      | Campionato | Campionato | Coppe nazionali | Coppe nazionali | Coppe nazionali | Coppe continentali | Coppe continentali | Coppe continentali | Altre coppe | Altre coppe | Altre coppe | Totale | Totale |
| Stagione        | Squadra         | Comp            | Pres       | Reti       | Comp            | Pres            | Reti            | Comp               | Pres               | Reti               | Comp        | Pres        | Reti        | Pres   | Reti   |
| --------------- | --------------- | --------------- | ---------- | ---------- | --------------- | --------------- | --------------- | ------------------ | ------------------ | ------------------ | ----------- | ----------- | ----------- | ------ | ------ |
| 2020            | América de Cali | A               | 8          | 0          | CC              | 1               | 0               | CL                 | 1                  | 0                  | SL          | 0           | 0           | 10     | 0      |
| 2021            | América de Cali | A               | 20         | 1          | CC              | 3               | 0               | CL+CS              | 0+2                | 0                  | SL          | 2           | 0           | 27     | 1      |
| 2022            | América de Cali | A               | 5          | 0          | CC              | 0               | 0               |                    | -                  | -                  |             | -           | -           | 5      | 0      |
| 2022            | Talleres (C)    | PD              | 0          | 0          | CdL             | 0               | 0               |                    | -                  | -                  |             | -           | -           | 0      | 0      |
| Totale carriera | Totale carriera | Totale carriera | 33         | 2          |                 | 4               | 0               |                    | 3                  | 0                  |             | 2           | 0           | 42     | 2      |

## Palmarès

### Club

#### Competizioni nazionali
- Campionato colombiano: 1

América de Cali: 2020